# Jesús María Arozamena
Jesús María Arozamena Berástegui (San Sebastián, 19 de enero de 1918–Madrid, 29 de junio de 1972) fue un libretista de zarzuela, guionista, periodista y escritor español.

## Biografía
Jesús María de Arozamena nació el 19 de enero de 1918 en San Sebastián .
Estudió Derecho en Madrid en 1933 y se formó como profesor en San Sebastián en 1944. Inició su carrera como periodista trabajando para El Día y La Noticia . En 1937 fue nombrado subdirector del diario El Correo Español de Bilbao y, más tarde, subdirector de de La Voz de España desde 1937. En 1939 fue nombrado crítico de teatro de ABC . 
Escribió sus artículos en euskera y castellano, especialmente sobre temas que se refieran a su ciudad natal, de la que en los primeros años de la década de los 60 pudo ser considerado como su cronista oficial, con obras como: San Sebastián, Biografía sentimental de una ciudad ; Donostia, capital de San Sebastián; San Sebastián, paseo por el anteayer y el ayer de nuestro pueblo, éste en colaboración con D. José Berruezo; Jesús Guridi, inventario de su vida y de su música; Joshemari Usandizaga y la bella época donostiarra y Ene ixil-oiuak (eta Donostiko bertso ale batzuek), editados estos dos últimos por la Caja de Ahorros Municipal de San Sebastián. 
Sobre temas no vascos ha escrito diversos guiones para cine y espectáculos teatrales. En 1957 publicó en la revista Egan el poema Sanjuanetako Txistularien Deia. Sobre su “biografía sentimental” de San Sebastián ha dicho F. Serrano Anguita: “arte y donosura de gran narrador, con devoción de enamorado y con un garbo y una viveza que prueban el absoluto dominio del noble oficio periodístico”.
En 1954 trabaja por primera vez en una película como guionista: Las Aventuras del barbero de Sevilla,  dirigida por Ladislao Vajda , protagonizada por Luis Mariano.
Además de escribir guiones en el mundo del cine, en 1955 trabajó como compositor en varios musicales y como libretista en una zarzuela: El hijo fingido .
En 1958 fue nombrado consejero delegado de la SGAE, desempeñó otros cargos como miembro de organismos internacionales relacionados con la profesión de autor teatral; fue miembro del consejo de la Confederación Internacional de Sociedades de Autores y Compositores. En el ámbito de la gestión cinematográfica fue presidente de la rama cinematográfica de la CISAC. En 1970 ocupa el cargo de Director General de la Sociedad General de Autores.
En 1967 estrena su última película como guionsta Amor en el Aire , dirigida por Luis César Amadori y co-guionizada junto a Luis Alcoriza y el propio Amadori. .
Murió inesperadamente el 29 de junio de 1972 en Madrid a la edad de 54 años. Sus restos fueron trasladados a San Sebastian donde fue enterrado el 1 de Julio en el cementerio de Polloe.

## La obra

### Como guionita-libretista
- Andalousie, R. Vernay (versión francesa), Luis Lucía (versión española) (1950, guion).
- Violetas imperiales, F. Bernal (versión española), Richard Pottier (versión francesa) (1952, adaptación).
- La bella de Cádiz, Eusebio F. Ardavín (versión española), R. Bernard (versión francesa) (1953, guion y canciones).
- Las aventuras del barbero de Sevilla, Ladislao Vajda (1953, argumento y guion).
- Alegre caravana, Manuel Torrado (1953, canciones).
- El País Vasco francés, Pierre Apesteguy (1954, canciones).
- Un caballero andaluz, Luis Lucía (1954, argumento y guion).
- La pícara molinera, León Klimovsky (1954, argumento, guion y canciones).
- Tres hombres van a morir, René Chanas y F. Catalán (1954, guion y diálogos).
- La fierecilla domada, Antonio Román (1955, guion).
- Una aventura de Gil Blas, R. Muñoz Suay (1955, guion).
- El cantor de México (Le chanteur de México), Richard Pottier (1956, adaptación y canciones).
- Maravilla, Javier Setó (1956, argumento y guion).
- La saeta rubia, Javier Setó (1956, argumento y guion).
- Susana y yo, Enrique Caen Salaberry (1957, guion).
- La hija de Juan Simón, Gonzalo Delgrás (1957, guion).
- El último cuplé, Juan de Orduña (1957, argumento y guion).
- Música de ayer, Juan de Orduña (1958, argumento y guion).
- La violetera, Luis César Amadori (1958, argumento y guion).
- Pan, amor y Andalucía, Javier Setó (1958, guion y diálogos).
- ¿Dónde vas Alfonso XII?, Luis César Amadori (1958, canciones).
- Miss cuplé, Pedro Lazaga (1959, argumento y guion).
- Carmen la de Ronda, Tulio Demicheli (1959, guion y diálogos).
- Mi último tango, Luis César Amadori (1960, guion).
- Pecado de amor, Luis César Amadori (1961, argumento y guion).
- La bella Lola, Alfonso Balcázar (1962, argumento y guion).
- Los guerrilleros, Pedro L. Ramírez (1962, argumento y guion).
- La reina del Chantecler, Rafael Gil (1962, argumento y guion).
- La casta Susana, Luis César Amadori (1962, guion).
- Samba, Rafael Gil (1964, argumento y guion).
- Escala en Tenerife, León Klimovsky (1964, argumento y guion).
- La gitana y el charro, Gilberto Martínez Solares (1964, argumento y guion).
- La dama de Beirut, Ladislao Vajda (1965, guion).
- Más bonita que ninguna, Luis César Amadori (1965, argumento y guion).
- Acompáñame, Luis César Amadori (1966, argumento y guion).
- Buenos días, condesita, Luis César Amadori (1966, argumento y guion).
- La mujer perdida, Tulio Demicheli (1966, argumento y guion).
- 3 S 3 agente especial, Sergio Solima (1967, guion).
- Amor en el aire, Luis César Amadori (1967, argumento y guion).
- Un novio para dos hermanas, Luis César Amadori (1967, argumento y guion).
- La canción del olvido, Juan de Orduña (1968, guion y adaptación).
- Técnica para un sabotaje, Alberto Bianchi (1968, argumento y guion).
- Agente S3S: Pasaporte para el infierno, Sergio Solima (1968, guion).
- Las golondrinas, Juan de Orduña (1968, guion), para televisión.
- Las leandras, Eugenio Martín (1969, guion).
- El mesón del gitano, Antonio Román (1969, argumento y guion).
- Cristina Guzmán, Luis César Amadori (1970, guion y diálogos).
- Una señora llamada Andrés, Julio Buchs (1970, guion).
- El caserío, Juan de Orduña (1972, guion).

### Como escritor
- San Sebastián, Biografía sentimental de una ciudad [1]
- Donostia, capital de San Sebastián [2]
- San Sebastián, paseo por el anteayer y el ayer de nuestro pueblo, éste en colaboración con D. José Berruezo[3]
- Viejas canciones donostiarras[4]
- Jesús Guridi, inventario de su vida y de su música[5]
- Joshemari Usandizaga y la bella época donostiarra[6]
- Ignacio Zuloaga, el pintor y el hombre[7]
- Ene ixil-oiuak (eta Donostiko bertso ale batzuek), editado por la Caja de Ahorros Municipal de San Sebastián.[8]